# جاك هاليداي
جاك هاليداي (بالإنجليزية: Jack Halliday) هو لاعب كرة قدم أمريكية أمريكي، ولد في 5 يونيو 1928 في دالاس في الولايات المتحدة، وتوفي في 23 مايو 2000 في غولفبورت في الولايات المتحدة.

## وصلات خارجية
- جاك هاليداي على موقع مرجع كرة القدم المحترفة.كوم (الإنجليزية)
- جاك هاليداي على موقع JustSportsStats.com (الإنجليزية)